# LML

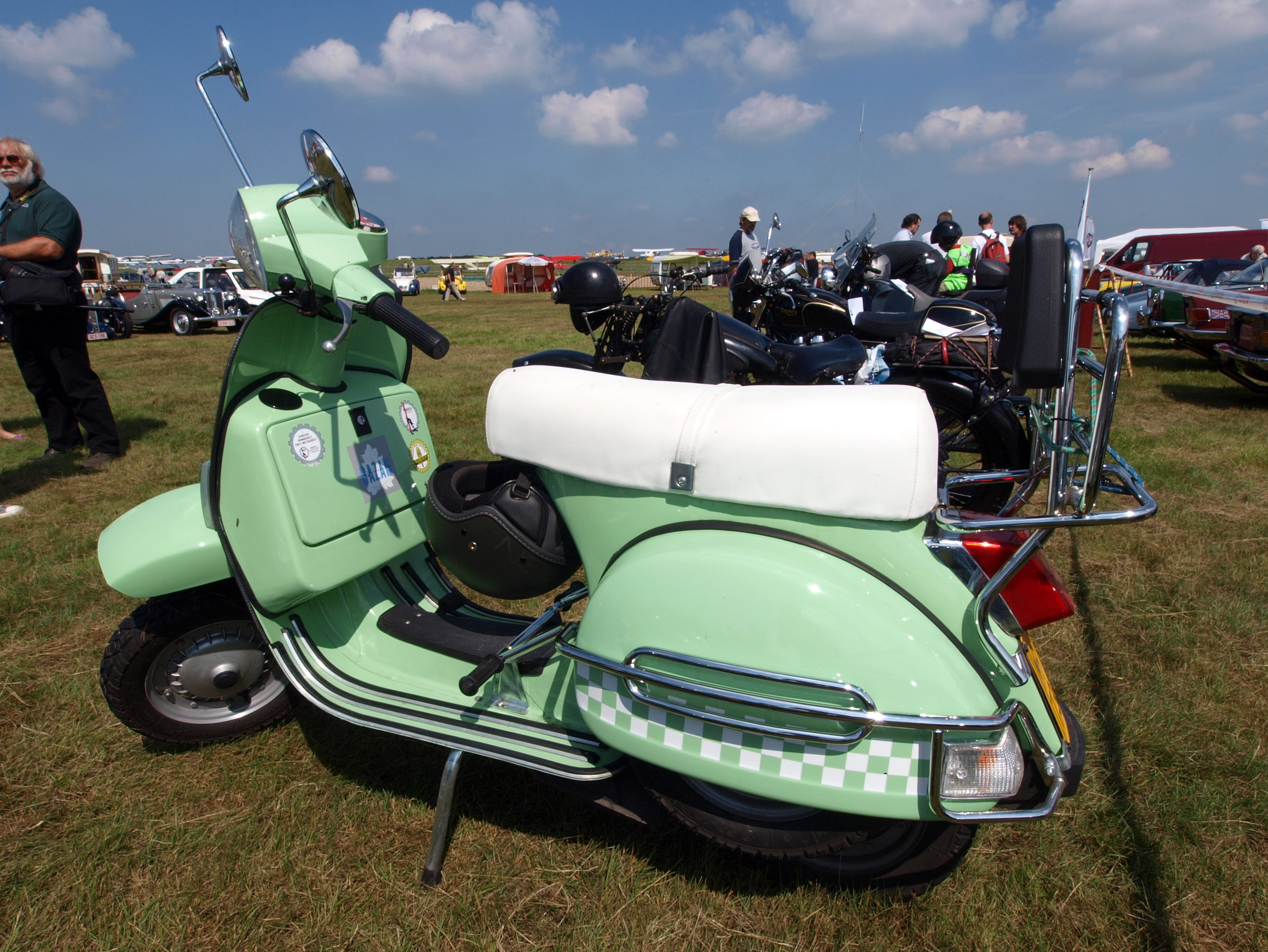
LML Star

LML is een Indiaas merk van synthetische garens, productiemachines, scooters, motorfietsen en transportdriewielers.
De letters LML staan voor Lohia Machines Ltd.

## Voorgeschiedenis
Vespa had al in 1977 de 125- en 150 cc PX-serie scooters geïntroduceerd. Deze waren bijzonder populair en werden in licentie geproduceerd door een groot aantal bedrijven. Lohia Machines Ltd. was in 1972 opgericht als producent van synthetische vezels. In 1975 werd begonnen met de bouw van machines voor de productie van garens en verpakkingsfolie. Dit gebeurde in samenwerking met het Frans-Zwitserse concern Stäubli-Verdol en het Italiaanse Lema Lezzini. In 1982 kon de productie door een nieuwe machine enorm versneld worden. Waarschijnlijk ontstond daardoor de ruimte om een nieuw product toe te voegen. In 1983 kreeg LML van de Indiase overheid groen licht voor de bouw van 200.000 scooters en 50.000 vrachtscooters per jaar. Daarvoor werd een licentieovereekomst met Piaggio getekend. LML ging in 1986 de PX 150 én de Piaggio Ape produceren.

## Geschiedenis
Om de productie op te starten werden aandelen uitgegeven en werd het bedrijf in tweeën gesplitst: enerzijds de scooterfabriek en anderzijds alle andere bedrijven, zoals LML Fibres Ltd., Prakti Synthetics Ltd. en Anurag Synthetics Ltd. Na een recessie rond 1990 besloot men zich uitsluitend nog op de scooterproductie te richten en werden alle andere bedrijven verkocht.
De PX 150 heette in LML-uitvoering NV 150. Deze werd vanaf 1986 geproduceerd. In 1993 kwam de opvolger op de markt, de LML Select. Deze had al mengsmering met een aparte oliepomp, zodat olie en benzine niet vooraf gemengd hoefden te worden. De LML Select bleef tot 2004 in productie. In 1993 werd de productie al opgeschroefd tot 600.000 stuks per jaar, en bovendien werd besloten meer modellen te gaan voeren. In 1995 kwam de 150 cc LML Supremo (oorspronkelijk Vespa Cosa) en de 125 cc Star op de markt. In India liep de verkoop uitstekend, maar de Star werd ook geëxporteerd naar de Verenigde Staten. Daar kreeg hij de Latijnse naam voor Ster: \u201cStella\u201d. In 1996 verscheen de LML Sensation, met het Small Frame van de Vespa Pk 125 XL2. In 1997 kwam de 150 cc versie van de Star uit. Rond die tijd begonnen de verkopen van zowel Bajaj, SIL als LML in India terug te lopen door het verschijnen van scooters met automatische versnellingsbak, zoals die van de grote producent Hero Honda. LML sloot een overeenkomst met het Zuid-Koreaanse merk Daelim, zodat men ook motorfietsen kon gaan produceren.
Intussen begon Piaggio de concurrentie uit India te voelen. Men schreef een brief aan de directeur van LML waarin men stelde het Piaggio-aandeel van 23,6% te willen verzilveren en een aantal bedrijfsonderdelen van LML op te nemen in het Piaggio-concern. Er volgde een rechtszaak waarin LML in 1999 grotendeels in het gelijk werd gesteld, waardoor het zich kon losweken van Piaggio. Daardoor mochten de LML\u2019s nog wel geproduceerd worden, maar zonder de Piaggo- en Vespa- logo\u2019s en uitsluitend onder de merknaam LML. Piaggio mocht een eigen scooterfabriek in India opzetten en deed dat ook. Dat werd PVPL (Piaggio Vehicles Private Ltd.). Piaggio ging als eerste de driewielige Ape transportscooter bouwen, maar later ook de vierwielige Ape Truk. De productie van gewone scooters liet Vespa voorlopig nog over aan de Indiase bedrijven.
LML paste vanaf ca. 2000 ook viertaktmotoren toe, dankzij de samenwerking met Daelim. Door de moderne drieklepstechnologie toe te passen kreeg het van het Ministerie van Wetenschap en Techniek subsidies, vanwege deze zuinigere en schonere motoren. Hierdoor konden ook nieuwe modellen met 110- en 150 cc motoren worden uitgebracht, zoals de Freedom, de Graptor en de Freedom Prima. De ontwikkeling van al deze modellen kostte het merk bijna de kop: de verkopen liepen niet in de pas met de ontwikkelingskosten. In februari 2005 ging het personeel in staking. Deze staking duurde bijna een jaar en het bedrijf ging bijna failliet. Forse reorganisaties en nieuwe investeerders voorkwamen dat, en in 2008 startte de productie weer op. Ondanks de grote vraag naar automatische scooters, werden weer uitsluitend scooters met handschakeling gebouwd. De 125 cc Star DLX had een tweetaktmotor die aan de Europese Emissienorm 3 voldeed. Vanaf 2009 werd deze scooter ook met een 125- of 150 cc viertaktmotor geleverd. Dat opende ook weer mogelijkheden voor de export naar een aantal Amerikaanse staten, waar tweetaktmotoren verboden waren.
Toch vlotte het nog niet erg met de verkoop: de fabriek in Kanpur, met een productiecapaciteit van 39.000 motorfietsen per maand, produceerde in 2009 slechts 6.000 motorfietsen en scooters per maand. Nadat Bajaj was gestopt met de productie van de Bajaj Chetak nam de vraag naar LML scooters weer toe.
In 2011 werden de LML scooters binnen India voornamelijk in de steden Delhi en Ghaziabad verkocht. Dit waren modellen van het type NV 150, maar dan uitgerust met een viertaktmotor. Export was er ook nog: de 125 cc Star tweetakt en de Star 4 (met 125,- 150- en 200 cc viertaktmotoren) werden verkocht in Italië, de Star DL 125- en 150 cc tweetakten in het Verenigd Koninkrijk en de 150 cc Stella in de Verenigde Staten.